# Bèlgida
Bèlgida – gmina w Hiszpanii, w prowincji Walencja, we wspólnocie autonomicznej Walencja, o powierzchni 17,26 km². W 2011 roku liczyła 721 mieszkańców.